# 維珀河 (雷達巴赫河支流)
51°57′42.92″N 8°11′46.88″E / 51.9619222°N 8.1963556°E
維珀河（德語：Wippe），是德國的河流，位於該國西部，處於北萊茵-威斯特法倫州，屬於雷達巴赫河的左支流，河道全長5.6公里，河畔城鎮有哈瑟溫克爾。